# Farbror Joakims liv
Farbror Joakims liv (The Life and Times of $crooge McDuck) är en seriesvit i tolv delar, tecknad och författad av Don Rosa. Verket skildrar Joakim von Ankas liv efter de upplysningar som ges i gamla serier av Carl Barks. Trots att serier med Kalle Anka och hans vänner inte alls är lika populära i USA som i delar av Europa, vann Rosa med detta verk Eisnerpriset år 1995.
Varje avsnitt berättar sin del ur Joakims liv. De skrevs och tecknades åren 1991–1993. I Kalle Anka & C:o, under åren 1992–1994, publicerades dock bara delarna tre till tolv; de två första publicerades i Sverige först 1997, då samlingsalbumet Farbror Joakims Liv, innehållande alla tolv avsnitten, gavs ut av Egmont Serieförlaget. Senare har Rosa skrivit flera "b-delar" som passar in mellan de tolv ursprungliga delarna. Serier, förord och mellantexter är översatta och bearbetade av ankisten Stefan Diös.
I serierna passar Don Rosa på att ge en bakgrundshistoria till flera bifigurer i Kalle Ankas universum, däribland Björnligan, Guld-Ivar Flinthjärta och von Pluring. Man möter även flera verkliga personer.

## Serierna i sviten
| Del | Titel                         | Originaltitel                         | Kod     |
| 1   | Den siste av klanen von Anka  | The Last of the Clan McDuck           | D 91308 |
| 2   | Mississippis betvingare       | The Master of the Mississippi         | D 91411 |
| 3   | Vagabonden i Vilda Västern    | The Buckaroo of the Badlands          | D 92008 |
| 4   | Kopparbergens konung          | The King of the Copper Hill           | D 92083 |
| 5   | Von Anka-borgens godsherre    | The New Laird of Castle McDuck        | D 92191 |
| 6   | Afrikas Anka                  | The Terror of the Transvaal           | D 92273 |
| 7   | I näbbdjurets drömspår        | The Dreamtime Duck of the Never Never | D 92314 |
| 8   | En argonaut i Klondike        | The Argonaut of White Agony Creek     | D 92514 |
| 9   | En miljardär i högländerna    | The Billionaire of Dismal Downs       | D 93121 |
| 10  | Fort Ankeborgs försvarare     | The Invader of Fort Duckburg          | D 93227 |
| 11  | Världens rikaste anka         | The Richest Duck in the World         | D 92288 |
| 12  | Enslingen i von Anka-palatset | The Recluse of McDuck Manor           | D 93488 |

## Samlarstatus
Trots att samlingen Farbror Joakims Liv utgavs år 1997 har det hunnit bli ett eftertraktat samlingsobjekt och kunde åren 2003–2005 betinga priser ända upp till 2 500 svenska kronor. Efterfrågan, och därmed priserna, har möjligen sjunkit något efter att en engelsk pocketutgåva kom ut sommaren 2005. Eposet gavs åter ut på svenska i form av tre bilagor till Kalle Anka & C:o i Sverige under sommaren 2011 och även i en ny bokversion, med samma titel som originalpublikationen från 1997, i november 2017.

## Svenska utgåvor
- Farbror Joakims liv, 1997 ISBN 9179127096
- Walt Disney's Hall of Fame: De stora serieskaparna, bok 16 - Don Rosa bok 4, 2007, ISBN 9789171344359 & Walt Disney's Hall of Fame: De stora serieskaparna, bok 20 - Don Rosa bok 5, 2007, ISBN 9789171345516
- Kalle Anka & C:o medföljande bilagor till nr. 28-30 år 2011
- Farbror Joakims liv, 2017 ISBN 9789176212851